# سیارک ۶۶۰۲
سیارک ۶۶۰۲ (به انگلیسی: 6602 Gilclark، نامگذاری:1989EC) شش هزار و ششصد و دومین سیارک کشف شده‌است که در ۴ مارس ۱۹۸۹ کشف شد.
قدر مطلق سیارک برابر ۱۲٫۹۰ است.